# Morad Mohammadi
Pour les articles homonymes, voir Mohammadi.
Seyed Morad Mohammadi Pahnehkalaei est un lutteur iranien né le 9 avril 1980 à Sari.

## Palmarès

### Jeux olympiques
- Médaille de bronze en lutte libre dans la catégorie des moins de 60 kg en 2008 à Pékin

### Championnats du monde
- Médaille d'or en lutte libre dans la catégorie des moins de 60 kg en 2006 à Canton
- Médaille de bronze en lutte libre dans la catégorie des moins de 60 kg en 2010 à Moscou
- Médaille de bronze en lutte libre dans la catégorie des moins de 60 kg en 2005 à Budapest

### Championnats d'Asie
- Médaille d'or en lutte libre dans la catégorie des moins de 60 kg en 2003 à New Delhi
- Médaille de bronze en lutte libre dans la catégorie des moins de 60 kg en 2008 à Jeju

### Jeux asiatiques
- Médaille d'or en lutte libre dans la catégorie des moins de 60 kg en 2006 à Doha